# Forest, Louisiana
Forest är en ort i West Carroll Parish i delstaten Louisiana, USA.